# Lasiobelba remota
Lasiobelba remota är en kvalsterart som beskrevs av Aoki 1959. Lasiobelba remota ingår i släktet Lasiobelba och familjen Oppiidae. Inga underarter finns listade i Catalogue of Life.